# NeHoBo-vloer
De NeHoBo-vloer is een prefab vloerconstructie die in Nederland in de 20e eeuw werd ontwikkeld. Het systeem maakte gebruik van modulaire componenten en werd op locatie samengesteld, waarbij de elementen werden verbonden met mortel en wapening om een constructie te vormen die geschikt was voor diverse bouwtoepassingen.

## Geschiedenis
De NeHoBo-vloer werd door het bedrijf Nehobo (opgericht in 1949 met fabrieken in Limburg en Groningen) geïntroduceerd in de jaren '50, een periode waarin de bouwsector zich richtte op het voldoen aan de groeiende vraag naar betaalbare en snelle bouwmethoden. Het ontwerp werd gebruikt tijdens de wederopbouw na de Tweede Wereldoorlog , tussen 1956  en 1984 en werd voornamelijk toegepast in grootschalige woningbouwprojecten.
De vloeren bestonden uit prefab betonnen en keramische elementen, die werden gekenmerkt door holle ruimtes voor gewichtsbesparing en thermische isolatie. Tijdens de installatie op de bouwplaats werden de voegen tussen de bouwstenen gevuld met mortel en voorzien van wapening, wat zorgde voor structurele stabiliteit en schijfwerking.
De prefab vloeren werden vaak toegepast als verdiepingsvloer, waarbij het risico op vochtproblemen in de kruipruimte werd verminderd. Voor toepassingen in vochtige omstandigheden was regelmatig onderhoud noodzakelijk om de constructieve eigenschappen te behouden.
Na verloop van tijd werden echter huiseigenaren geconfronteerd met betonrot, veroorzaakt door corrosie van de wapening in het beton. Bij renovaties werd en wordt vaak gekozen voor vervanging van deze vloeren, mede vanwege de matige isolatiewaarde van de vloer. 
Een vergelijkbare vloerconstructie uit dezelfde periode is de Kwaaitaalvloer, die eveneens een prefab betonnen vloer was. 

## Constructie en materialen
De vloer bestond uit prefab betonnen en keramische elementen, waaronder holle bouwstenen. Deze bouwstenen bevatten luchtspouwen die bijdroegen aan warmte-isolatie. Tijdens de installatie werden de elementen op locatie samengevoegd, waarbij de voegen werden gevuld met mortel en voorzien van wapening. Dit versterkte de constructie en bevorderde de schijfwerking, waardoor de vloer geschikt was voor diverse bouwtoepassingen.

## Overspanning en technische details
De NeHoBo-vloeroverspanning was een belangrijk onderdeel van vloerconstructie. De stenen die werden gebruikt in de NeHoBo-elementen vormden de basis voor stevigheid. Een doorsnede van een vloer met NeHoBo-elementen liet zien dat de voegen tussen de bouwstenen niet waren gewapend. Deze voegen werden op de bouwplaats gevuld met voegmortel, wat zorgde voor een directe verbinding tussen de elementen en bijdroeg aan de samenhang van de constructie.
Het samenvoegen van vloerelementen tot een complete vloer begint met het vullen van de langsvoegen met mortel. Deze voegen zijn ongewapend en bevatten geen extra staal. De afwerking gebeurt meestal met een zand-cementdekvloer, wat de vloer niet alleen duurzamer maakt, maar ook zorgt voor een vlakke en robuuste basis.
Bij grotere overspanningen wordt een druklaag van 30-50 mm aangebracht, vaak in combinatie met krimpwapening om scheurvorming te minimaliseren. Wapeningstaal met sterkteklassen FeB 220 of FeB 400 N/mm² draagt significant bij aan de stevigheid van de constructie en kan zware belasting effectief aan.
Een boogwerkingsmodel wordt gebruikt om de krachtsoverdracht in de vloer te beschrijven. Dit model maakt gebruik van drukbogen en trekbanden om de integriteit en duurzaamheid van het vloersysteem te garanderen. Drukbogen spelen een cruciale rol bij de verdeling van krachten en de spanningsverdeling over de voegen tussen de elementen. Een optimale verhouding tussen schuifspanning en normaaldrukspanning zorgt voor minimale structurele problemen, zoals scheurvorming.
Bij de evaluatie van het restdraagvermogen wordt gebruik gemaakt van alternatieve rekenmodellen. Voor een NeHoBo-vloer met een overspanning van 5,4 meter, een breedte van 7,7 meter en een dikte van 140 mm, worden krachten en momenten gedetailleerd geanalyseerd. Proeven van de TU Delft tonen bijvoorbeeld een buigtreksterkte van 0,06 N/mm², wat belangrijk is voor het berekenen van het scheurmoment. Deze analyses helpen bij het garanderen van veilige en functionele vloeren gedurende hun levensduur.
Momenten en belasting worden berekend met conservatieve modellen, waarbij veiligheidsmarges worden gehandhaafd. Het eigen gewicht van de vloer en aanvullende lasten worden meegenomen om een betrouwbare en duurzame constructie te waarborgen.